# David Barrett (réalisateur)
Pour les articles homonymes, voir Barrett et David Barrett (homonymie).
David McCoy Barrett, né à Bishop (Californie), est un réalisateur et producteur de télévision américain.

## Récompenses et distinctions
- (en) David Barrett: Awards, sur l'Internet Movie Database